# Sandgrundet
Sandgrundet (zandgrond) is een eiland in de Zweedse Kalixrivier. Het langwerpige eiland ligt in het verlengde van Grynnan en heeft geen oeververbinding. Het eiland heeft een oppervlakte van ongeveer 5 hectare.